# 金曜日のソロたちへ
金曜日のソロたちへ（きんようびのソロたちへ）は、NHK総合テレビジョンで毎週金曜日に放送されていたバラエティー番組・ドキュメント番組。

## 概要
様々な若者たちの一人暮らしを定点カメラで撮影し、無防備な姿を観察するバラエティー番組・ドキュメント番組である。2019年5月に特番として放送された後、同年10月からレギュラー化された。4分割の画面で進行することが特徴で、1画面（右下）は1994年から続くEテレのキャラクター、ストレッチマンの定位置で、毎回、残りの3画面で3人それぞれソロ生活が展開される。MCはNON STYLEの井上裕介とエッセイストの能町みね子がレギュラーで務め、毎回ゲストを迎えて3人のMCが4人それぞれの生活を観察する。MC3人は画面の中央にワイプで登場し、基本的には雑談で進行していく。2021年3月19日の放送を以って終了した。

## 放送時間
| 放送期間   | 放送期間   | 放送時間         |
| ---------- | ---------- | ---------------- |
| 2019.10.04 | 2020.04.03 | 金曜23:50 - 0:20 |
| 2020.04.17 | 2021.03.19 | 金曜23:45 - 0:15 |